# Пожвинське сільське поселення
По́жвинське сільське́ посе́лення (рос. Пожвинское сельское поселение) — муніципальне утворення у складі Юсьвинського району Пермського краю. Центр — селище Пожва.

## Склад
До складу поселення входять такі населені пункти:
| Населений пункт | Населення, осіб (2011) |
| --------------- | ---------------------- |
| Городище        | 165                    |
| Єлизавето-Пожва | 14                     |
| Кама            | 596                    |
| Пожва           | 3131                   |
| Лемпіха         | 9                      |
| Тузім           | 1                      |
| Усть-Пожва      | 34                     |

Колишні населені пункти — Велике Мочище, Мале Мочище, Ключі, Кордон, Лемпіха, Пожовка, Сосновка, Степковка.